# Insuffisance veineuse

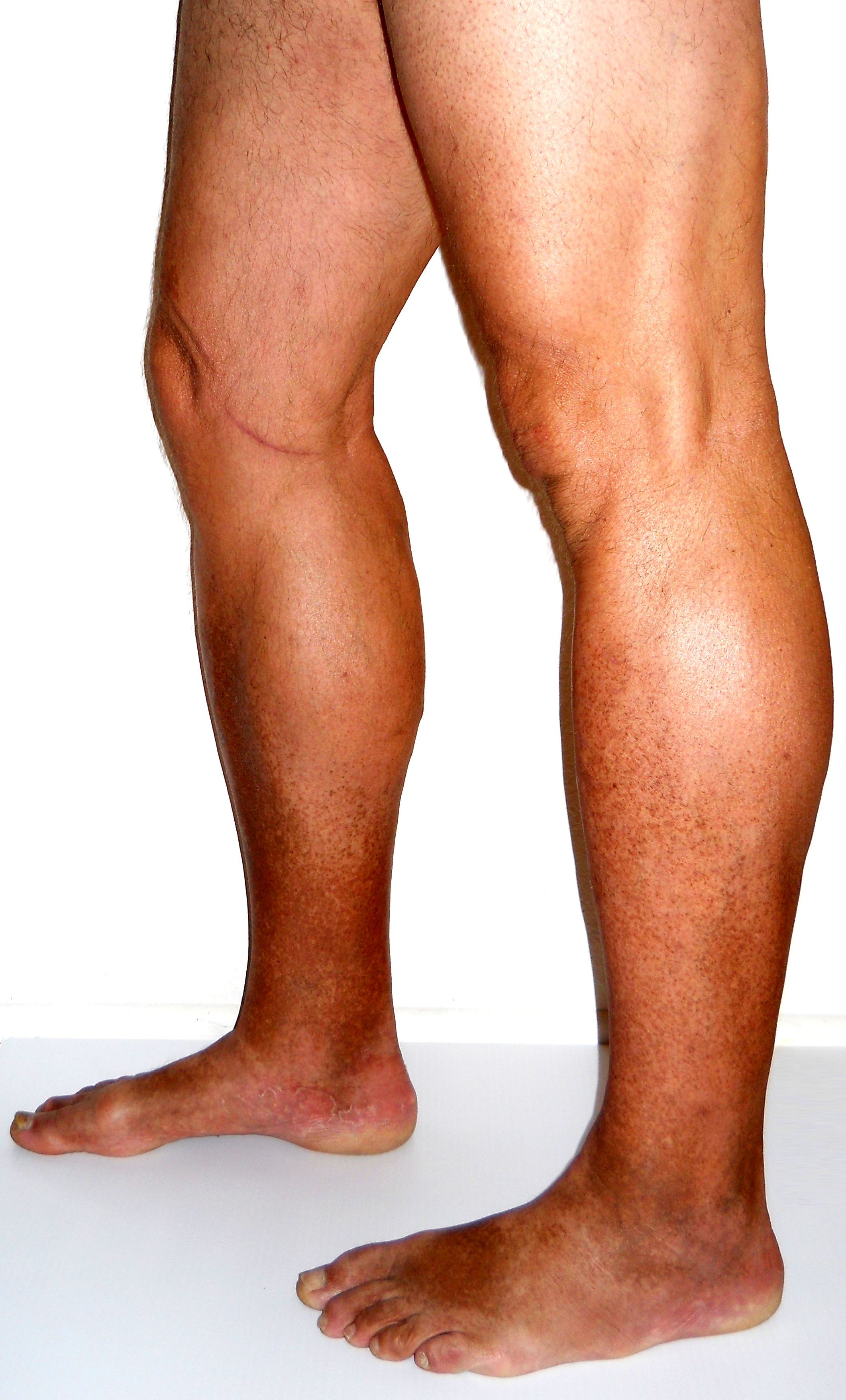
La dermite ocre (ou angiodermite pigmentée) est un signe d'insuffisance veineuse

L'insuffisance veineuse est un terme qui sert à désigner un déficit circulatoire veineux des membres inférieurs.
Lorsque les parois des veines sont en mauvais état avec hypotonie, cela entraîne un reflux sanguin dans les veines superficielles ; la dilatation des veines touchées perturbe l'écoulement unidirectionnel du sang vers le cœur, les valvules n'assurant plus leur fonction antireflux, le sang s'accumule dans les jambes qui deviennent lourdes, enflées et douloureuses. C'est ce qu'on appelle l'insuffisance veineuse, qui peut avoir comme conséquence la formation de varices, sans corrélation directe avec une phlébite.
Le traitement repose essentiellement sur la contention élastique (bas ou collants de contention). Les médicaments dits veinotoniques sont d'une efficacité modérée et variable suivant les individus. L'intrait de marron d'Inde est parfois utilisé pour soigner l'insuffisance veineuse.

## Types d'insuffisance veineuse
- Insuffisance veineuse superficielle
- Insuffisance veineuse profonde
- Insuffisance veineuse des perforantes

## Épidémiologie
20 millions de patients en France sont insuffisants veineux. Cette pathologie touche 1 femme sur 2 et 1 homme sur 4. Seulement 30 % des patients sont traités car ils sous-estiment leur pathologie. L'atteinte concerne essentiellement la femme occidentale et semble beaucoup plus rare en Afrique.

## Mécanismes
La gêne au retour sanguin veineux peut être provoquée par un obstacle (compression ou thrombose), une incontinence valvulaire autorisant un reflux sanguin, une dilatation importante du réseau veineux (varices), ou une dysfonction de la pompe musculo-veineuse.

## Signes d'insuffisance veineuse
La sémiologie de l'insuffisance veineuse est essentiellement cutanée. Elle entraîne entre autres : 
- des douleurs ou lourdeurs des jambes, typiquement à prédominance vespérale, survenant après une position debout prolongée et s'amendant en position allongée, par surélévation des jambes ou au contact du froid ;
- Un œdème des membres inférieurs, surtout localisés au niveau des mollets et des chevilles. Ils sont blancs, mous, et prennent le godet (conservent la marque du doigt qui le palpe) ;
- une dilatation des petites (télangiectasies) ou des grosses veines (varices) ;
- une dermite ocre, coloration marron de la peau liée à l'extravasation des globules rouges alors visibles sous la peau (du fait de l'augmentation de pression veineuse) ;
- une atrophie blanche (dite « de Millan », petits points blancs) ;
- une lipodermatosclérose (plaques indurées, scléreuses) ;
- un ulcère veineux qui est indolore, contrairement à l'ulcère artériel (caractéristique principale les différenciant), et reste toujours supra-fascial (n'atteignant donc ni les tendons, ni les muscles).